# بيدرو مارتينث (غرناطة)
بلدية بيدرو مارتينث (بالإسبانية: Pedro Martínez) هي بلدية تقع في مقاطعة غرناطة التابعة لمنطقة أندلوسيا جنوب إسبانيا.

## الديموغرافيا
بلغ عدد سكان بلدية بيدرو مارتينث 1.273 نسمة عام 2011 (وفقاً للمعهد الوطني الإسباني للإحصاء).
| 1.523 | 1.427 | 1.232 | 1.254 | 1.189 | 1.158 | 1.273 |

## أعلام
- فيسنتي غارسيا